# Schlacht von Bemis Heights
Ticonderoga – Hubbardton – Fort Ann – Oriskany – Bennington – Saratoga (Freemans Farm – Bemis Heights) – Fort Clinton und Fort Montgomery
Die Schlacht von Bemis Heights am 7. Oktober 1777, auch bekannt als Zweite Schlacht von Saratoga, war das zweite und letzte Gefecht der Schlacht von Saratoga im Amerikanischen Unabhängigkeitskrieg. Amerikanische Streitkräfte unter Generalmajor Horatio Gates wehrten den britischen Versuch unter Generalleutnant John Burgoyne ab, ihre befestigten Stellungen auf den Bemis-Höhen einzunehmen.

## Hintergrund
Der britische Plan, die amerikanischen Kolonien entlang des Hudson River bis an den Lake Champlain zu spalten, stand auf tönernen Füßen. Zwei der drei Initiativen des Saratoga-Feldzugs hatten bislang nur wenig oder gar keine Vorteile erbracht. Burgoynes Expedition hatte es nicht geschafft, Vorräte zu erbeuten; hierbei insbesondere erwähnenswert ist die Schlacht von Bennington am 16. August. Sein vorhergehender Versuch, den Amerikanern in die Flanke zu fallen, war im ersten Gefecht von Saratoga, der Schlacht von Freemans Farm am 19. September, gescheitert. Mit schwindenden Vorräten und keinem Anzeichen von Unterstützung, die von General William Howe aus New York City erwartet wurde, musste er die Amerikaner angreifen, die seinen Weg nach Albany blockierten.
Die amerikanischen Streitkräfte waren während der Zeit zwischen den Gefechten zahlenmäßig gewachsen. Darum stand Burgoynes Angriff auf die amerikanische Linke nun Generalmajor Benjamin Lincolns Division gegenüber. Zu dieser Division gehörten General Ebenezer Learneds und Enoch Poors Brigaden, Oberst Henry Dearborns Leichtes Infanterie-Bataillon und Oberst Daniel Morgans Schützen. Verstärkt durch Miliz-Einheiten, hatte die Division nun über 3800 Mann mit weiteren 1200 Milizionären in Bereitschaft.

## Verlauf
Burgoynes Plan sah drei Vorstoßrichtungen vor. Brigadegeneral Simon Fraser sollte hinter die amerikanische Front vorstoßen und Positionen für die Artillerie sichern. Weil er sich durch Waldgebiet bewegte, hatte er Leichte Infanterie, kanadische Milizen und Ranger und verbündete Indianer mit insgesamt 700 Männern zur Verfügung. Friedrich Adolf Riedesels Braunschweiger Truppen sollten den Hauptangriff ausführen und die amerikanische Linke einnehmen, wofür über 1.100 Männer und unterstützende Artillerie zur Verfügung standen. Währenddessen sollte Generalmajor William Phillips in einem linken Haken die amerikanische Linke von den amerikanischen Hauptkräften auf den Bemis Heights aus angreifen, die den Hudson River überblickten. Zu Phillips Streitkräften gehörten etwas mehr als 400 Mann eines Grenadier-Bataillons unter Major John Dyke Acland und die Königliche Artillerie unter Major Williams.
General Lincolns Männer hatten sich von Gates’ Befestigungen auf den Bemis Heights, die das Werk des polnischen Militäringenieurs Tadeusz Kościuszko waren, in Richtung Nordwesten ausgebreitet. Am linken (westlichen) Ende befanden sich Oberst Morgan und Oberst Dearborn mit mehr als 600 Mann. In seinem Zentrum stand General Learneds Brigade, verstärkt durch mehr als 1.800 Milizionäre. In der Hauptposition befand sich General Poors Brigade mit mehr als 1.400 Mann. Hinter Learned hielt Brigadegeneral Abraham Ten Broeck 1.200 New Yorker Milizionäre in Reserve.
Aus der Schlacht zwei Wochen zuvor lernend, begann Burgoyne seinen Angriff am frühen Nachmittag. Das sollte es seinen Truppen erlauben, sich bei Anbruch der Dunkelheit zurückzuziehen, wenn das notwendig werden sollte. Das Feuer wurde von vorrückenden Grenadieren zu Lincolns Rechter eröffnet. Poors Männer schossen nicht zurück, und das Gelände machte das Feuer weitgehend wirkungslos. Als Major Acland einen Bajonettangriff auf ihre Positionen anführte, eröffneten auch die Amerikaner aus nächster Nähe das Feuer. Acland fiel mit Schusswunden in beiden Beinen, und viele der Grenadiere gingen ebenfalls zu Boden. Ihre Kolonne war in totaler Auflösung, und Poors Männer rückten vor, um die beiden Kommandeure gefangen zu nehmen und deren Artillerie zu erbeuten. Diejenigen Briten, die entkommen waren, kehrten in die Befestigungen auf Freemans Farm zurück.
Am westlichen Ende standen die Dinge für die Briten auch nicht gut. Morgans Männer fegten die Kanadier und die Indianer beiseite, um Frasers Reguläre anzugreifen. Obwohl zahlenmäßig leicht unterlegen, schaffte es Morgan, mehrere Versuche der Briten, sich nach Westen zu bewegen, zu vereiteln. Inzwischen lauschte Benedict Arnold in Gates Hauptquartier nervös auf den Schlachtenlärm. Er war des Kommandos enthoben worden, und Gates ließ ihn nicht zu sich. Letztendlich schnappte er sich sein Pferd und ritt in die Schlacht. Gates einzige Reaktion war, ihm Major Armstrong hinterherzusenden, mit dem Befehl, zurückzukehren, aber Armstrong konnte ihn nicht einholen.
Arnold ritt zuerst zu den leichten Bataillonen im Westen der Front. Als er sah, wie Fraser seine Männer wiederholt hinter sich scharte, sagte er Morgan, „dieser Mann ist so viel wert wie ein Regiment“. Morgan reagierte, indem er befahl, Fraser zu erschießen, und ein Schütze namens Timothy Murphy tat es. Fraser fiel tödlich verwundet, und sein Vormarsch brach zusammen.
Als Nächstes ritt Arnold zum Hauptkampfplatz. Learneds Männer hatten es schwer, das hessische Vorrücken zu bekämpfen, und verloren an Boden. Arnold half, die Männer zu sammeln, und zusammen mit Learned führte er den Gegenangriff an. Als Morgan, Dearborn und Poor begannen, von ihren Seiten her näher zu rücken, zogen sich die Hessen zurück.
Nach etwa einer Stunde heftiger Kämpfe waren die Briten in ihre Ausgangspositionen zurückgekehrt. Nicht zufrieden, nur den britischen Vormarsch gestoppt zu haben, führte Arnold Learned und seine Männer zu einem Angriff auf deren erste Befestigung. Arnold erlitt eine Schusswunde im selben Bein, das während der Invasion von Kanada verwundet worden war, aber Learneds Brigade nahm die Befestigung ein.
Obwohl ihn seine Verwundung am Kämpfen hinderte, ging Arnold zu Brigadegeneral John Patersons Brigade, um ihn zu ermuntern, die Attacken zu unterstützen. Hier jedoch holten ihn Gates Befehle ein und zogen ihn aus dem Kampf ab. Die Dunkelheit beendete die Schlacht und rettete Burgoyne vor einer größeren Niederlage.

## Nachspiel
Burgoyne, bereits 3 zu 1 unterlegen, hatte 1.000 Männer verloren, während sich die amerikanischen Verluste nur auf etwas über 500 getötete und verwundete Männer beliefen. Zudem hatte er mehrere seiner besten Kommandeure verloren. Nicht nur das Manöver war fehlgeschlagen, sondern seine Vorwärtsstrategie war gebrochen. In der Nacht ließ er in seinen verbliebenen vorgeschobenen Stellungen Feuer legen und zog sich im Schutze der Dunkelheit zurück. Am Morgen des 8. Oktober war er also wieder in den Stellungen, die er am 16. September besetzt hatte.
Aber er war schwächer als zuvor und hatte weniger Vorräte. Die amerikanischen Streitkräfte wuchsen gleichzeitig immer mehr an. Am folgenden Tag zog er sich weitere 12 km nach Saratoga zurück. Die Bühne für den finalen Akt des Feldzugs und seine spätere Kapitulation war bereitet.